# Liste der Monuments historiques in Ménil-en-Xaintois
Die Liste der Monuments historiques in Ménil-en-Xaintois führt die Monuments historiques in der französischen Gemeinde Ménil-en-Xaintois auf.

## Liste der Objekte
| Bezeichnung                                                        | Beschreibung       | Standort                                  | Kennzeichnung | Schutzstatus | Datum | Bild |
| ------------------------------------------------------------------ | ------------------ | ----------------------------------------- | ------------- | ------------ | ----- | ---- |
| Bühnenbild Domrémy-la-Pucelle mit dem Geburtshaus von Jeanne d’Arc | Farbe auf Leinwand | in der Kirche St-Jacques-le-Majeur (Lage) | PM88001062    | Classé       | 1994  |      |